# Susanne Pfeffer
Susanne Pfeffer (* 1973 in Hagen) ist eine deutsche Kunsthistorikerin und Kuratorin. Sie ist seit 2018 Direktorin des Museums für Moderne Kunst (MMK) in Frankfurt am Main.

## Werdegang
Susanne Pfeffer besuchte das Ruhr-Gymnasium Witten und studierte Kunstgeschichte bei Horst Bredekamp an der Humboldt-Universität in Berlin. Sie schloss das Studium 2001 mit einer Magisterarbeit über mittelalterliche Kunst ab. Im selben Jahr wurde sie Ausstellungsassistentin bei Udo Kittelmann im Kölnischen Kunstverein, wo sie unter anderem an der Präsentation von Gregor Schneiders Arbeit Totes Haus u r auf der Biennale von Venedig 2001 mitarbeitete. 2002 wurde Kittelmann Direktor des Museums für Moderne Kunst in Frankfurt am Main, wohin ihm Pfeffer als Assistentin folgte. 2004 wurde sie zur künstlerischen Leiterin des Künstlerhauses Bremen berufen. Von Januar 2007 bis Dezember 2012 war Pfeffer Chefkuratorin der Kunst-Werke Berlin und seit Juni 2013 Direktorin des Museums Fridericianum in Kassel. Januar 2018 wurde sie als Nachfolgerin von Susanne Gaensheimer Direktorin des Museums für Moderne Kunst in Frankfurt.
Pfeffer lehrt seit Januar 2019 als Honorarprofessorin im Fachbereich Kunst an der Hochschule für Gestaltung Offenbach am Main im Bereich Ausstellung und Vermittlung von Gegenwartskunst. Sie ist Jurymitglied des Kurt-Schwitters-Preises, des Pauli-Preises und des Kunstpreises der Schering-Stiftung sowie kuratorische Beraterin des MoMA PS1 in New York.

## Kuratorische Arbeit

### Bremen
Als künstlerische Leiterin des Künstlerhauses Bremen präsentierte Pfeffer hier einige ihrer „Neuentdeckungen“ wie Matthias Weischer mit Simultan, Emily Jacir mit Woher wir kommen, David Zink Yi mit Alrededor del dosel/Umgehen der Baumkronen und Jonathan Monk mit Ocean Wave (alle 2004). Daneben stellte sie die Filmpioniere Hans Richter mit Der absolute Film (2005) und Kenneth Anger mit Pleased to meet you (2006) vor. Sie kuratierte Gruppenausstellungen wie Bremer Freiheit mit Arbeiten von unter anderem Olaf Nicolai, Thomas Rentmeister und Gregor Schneider, Not a Drop but the Fall nach einem Ausstellungskonzept von Elmgreen & Dragset oder Nichts weiter als ein Rendezvous mit zeitgenössischen Variationen des Ready-made. Im Mai 2006 hatte Pfeffer für das Bozener Museum Museion die Ausstellung Deutsche Wandstücke kuratiert, in der Fresken und Wandarbeiten u. a. von Ulla von Brandenburg, Katharina Grosse und Frank Nitsche gezeigt wurden. Pfeffer hatte die Künstler für drei Wochen nach Südtirol eingeladen, um in der regionalen Tradition der Wandmalerei „al fresco“ zu arbeiten. Für die 9. Biennale d’art contemporain de Lyon kuratierte sie im September 2007 The history of a decade that has not yet been named der Künstlerin Annette Kelm.

### Berlin
Von Januar 2007 bis Dezember 2012 war Pfeffer als Nachfolgerin von Anselm Franke Chefkuratorin der Kunst-Werke Berlin. Sie zeigte unter anderem die Ausstellungen Joe Coleman. Internal Digging (2007), ... 5 minutes later (2008) mit Beiträgen u. a. von Thomas Demand, Hans-Peter Feldmann, Douglas Gordon, Thomas Rentmeister und Andreas Slominski; Dreharbeit Mommartzfilm. Lutz Mommartz (2008) sowie die Gemeinschaftsausstellung mit Ricarda Roggan (Still Life) und Richard Serra (Thinking on Your Feet). 2011 zeigte Pfeffer eine Einzelausstellung Cyprien Gaillards unter dem Titel The Recovery of Discovery. Artforum wählte die Ausstellung unter die „Best of 2011“. Dem Künstler Absalon widmete Pfeffer die erste umfassende Einzelausstellung, die anschließend auch im Museum Boijmans Van Beuningen zu sehen war (2012).

### Kassel
Von 2013 bis Ende 2017 war Pfeffer Direktorin des Fridericianum in Kassel. Dort zeigte sie unter anderem die Ausstellungstrilogie Speculations on Anonymous Materials (2013), nature after nature (2014) und Inhuman (2015). Dem amerikanischen Experimentalfilmer Paul Sharits widmete sie die weltweit erste umfassende Retrospektive. Weitere Einzelpräsentationen zeigten Arbeiten der britischen Künstlerin Helen Marten und Tetsumi Kudo. Anlässlich des 60-jährigen Jubiläums der documenta kuratierte Pfeffer eine Retrospektive des belgischen Künstlers Marcel Broodthaers.

### Venedig: Schweizer Pavillon
2015 wurde sie Kuratorin des Schweizer Pavillons bei der Biennale von Venedig, wo sie Arbeiten der schweizerisch-deutschen Künstlerin Pamela Rosenkranz zeigte. Rosenkranz und Pfeffer hatten bereits 2013 bei der Ausstellung Speculations on Anonymous Materials im Fridericianum eng zusammengearbeitet.

### Venedig: Deutscher Pavillon und Auszeichnung mit dem Goldenen Löwen
Pfeffer kuratierte 2017 den deutschen Beitrag auf der 57. Biennale von Venedig. Sie lud die Frankfurter Künstlerin Anne Imhof ein, eigens für den Deutschen Pavillon die Arbeit Faust zu entwickeln. Das entstandene Werk mit dem Titel Faust setzte sich aus Rauminstallation, Malerei, Skulptur und Performance zusammen. Der Pavillon wurde als bester nationaler Beitrag mit dem Goldenen Löwen ausgezeichnet. Die Jury lobte in ihrer Begründung, Faust sei „eine kraftvolle und gleichsam verstörende Installation, die drängende Fragen zu unserer Zeit stellt und den Betrachter in einen Zustand der Angst versetzt.“ Des Weiteren sei „Anne Imhofs Arbeit eine beeindruckende Reaktion auf die Architektur des Pavillons, eine Arbeit, die sich durch präzise künstlerische Entscheidungen über Objekte, Bilder, Körper und Sound auszeichnet.“

## Auszeichnungen
Für die Ausstellung Kenneth Anger im MoMA PS1 wurde sie 2009 von der US-Sektion des Kunstkritikerverbandes AICA ausgezeichnet. 2016 erhielt Pfeffer den erstmals verliehenen Kuratorenpreis des Kunstmagazins ART. Gewürdigt wurde ihre Ausstellung Inhuman (2015). „Die Schau untersucht scharfsinnig, wie sich die Menschen durch unmenschliche Technik verändern“, so in der Begründung der Jury.

## Schriften (Auswahl)
- (als Hrsg.) Paul Sharits. Koenig Books, London 2015, ISBN 978-3-86335-681-1.
- (als Hrsg.) Speculations on Anonymous Materials. Merve, Berlin 2015, ISBN 978-3-88396-358-7.
- Absalon. König, Köln 2001, ISBN 978-3-86560-952-6.